# Diocesi di Borg
La diocesi di Borg è una diocesi appartenente alla Chiesa di Norvegia.
La diocesi comprende parrocchie della contee di Østfold e Akershus ma non Asker e Bærum; la cattedrale si trova nella città di Fredrikstad. La diocesi fu creata nel 1969 per distacco dalla diocesi di Oslo ed  è retta dal 2012 dal vescovo Atle Sommerfeldt.

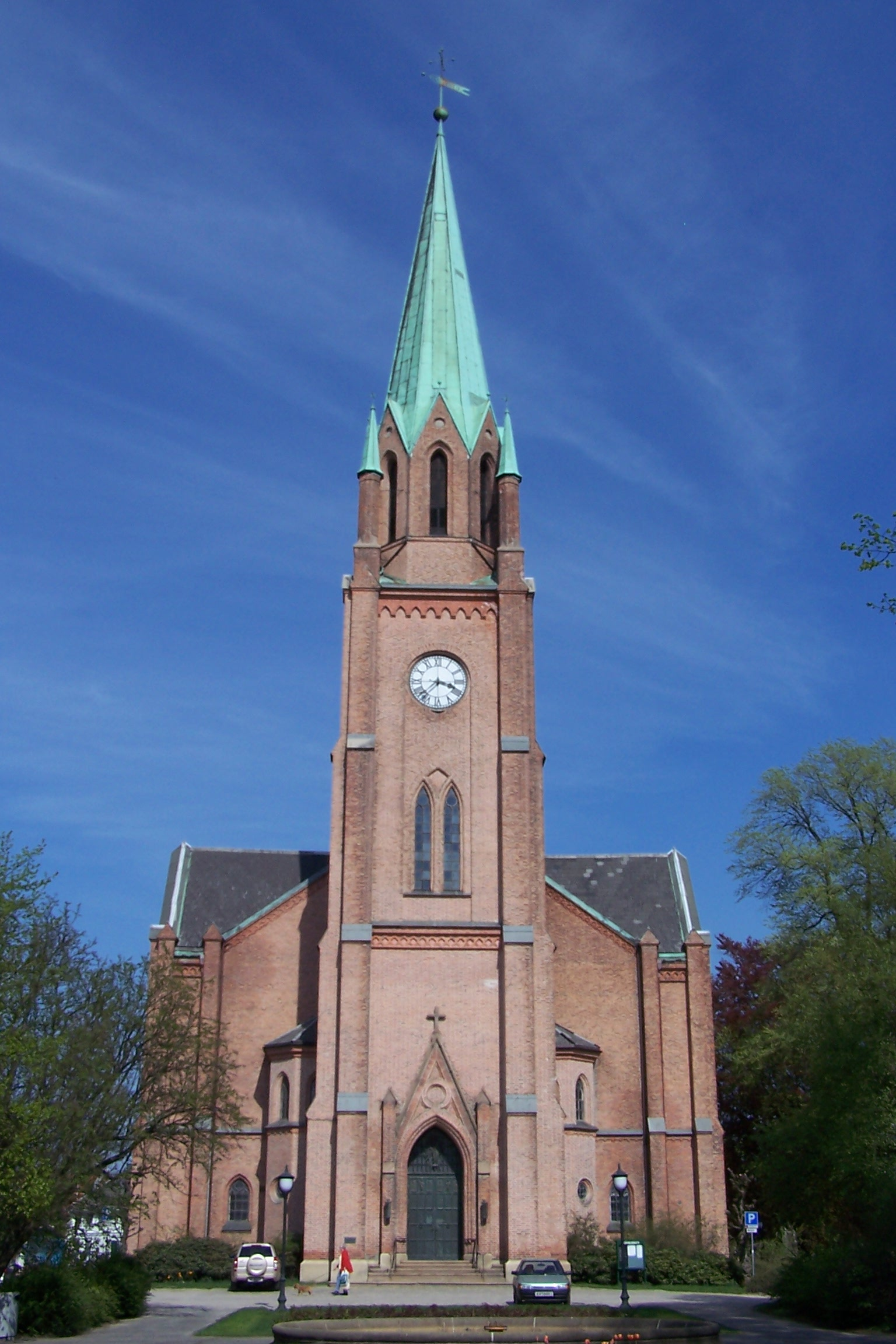
Cattedrale di Fredrikstad

Mappa delle diocesi della Chiesa di Norvegia

## Cronotassi dei vescovi
- Per Lønning (1969−1976)
- Andreas Aarflot (1976−1977)
- Gunnar Lislerud (1977−1990)
- Even Fougner (1990−1998)
- Ole Christian Kvarme (1998−2005)
- Helga Haugland Byfuglien (2005–2012)
- Atle Sommerfeldt (dal 2012)